# Back to Business
Back to Business è un singolo dei rapper danesi Gilli e Branco, pubblicato il 28 gennaio 2020. 

## Tracce
1. Back to Business – 3:17